# Trithemis apicalis
Trithemis apicalis é uma espécie de libelinha da família Libellulidae.
É endémica de República Democrática do Congo.
Os seus habitats naturais são: florestas subtropicais ou tropicais húmidas de baixa altitude.